# Ylilampi (sjö i Utajärvi, Norra Österbotten, Finland)
Ylilampi eller Utoslampi är en sjö i Finland. Den ligger i kommunerna Utajärvi och Puolango i landskapen Norra Österbotten och Kajanaland, i den centrala delen av landet, 500 km norr om huvudstaden Helsingfors. Ylilampi ligger 138,0 meter över havet. Arean är 19,2 hektar och strandlinjen är 2,03 kilometer lång. Sjön  ingår i Uleälvens huvudavrinningsområde. 